# Nico de Haas
Nicolaas (Nico) de Haas (Amsterdam, 23 juni 1907 – 1995) was een Nederlandse communistische en nationaalsocialistische fotograaf en kunstenaar.

## Socialisme en communisme
Nico de Haas (zoon van een Amsterdamse loodgieter) sympathiseerde op vroege leeftijd met de anarchistische jeugdbeweging. Hij was een voorstander van gewelddadige actie tegen kapitalisme en militarisme. Hij engageerde zich door bijdragen in de vorm van hout- en linosneden voor tijdschriften als Moker (1924-1928) en Kreet der Jongeren (1924-1925). Hij volgde een opleiding bouwkunde aan de MTS te Haarlem. In die periode verrichtte hij, samen met zijn toenmalige vriend Cas Oorthuys, vrijwilligerswerk voor de Internationale Rode Hulp.
Begin jaren dertig maakte hij naam in de arbeidersfotografie, die hij zag als een verlengstuk van zijn strijd tegen het kapitalisme. Zijn foto's werden gepubliceerd in Afweerfront, het blad van de Internationale Rode Hulp en in De Tribune. Deze foto's had hij vervaardigd als een van de vertegenwoordigers van de 'Arfots', een beweging van arbeiders-fotografen, waarvan Joris Ivens de Amsterdamse en Nico de Haas de Haarlemse afdeling leidde. Zij stelden zich op als de representanten van de zogeheten 'functionele fotografie'.
Ook verzorgde hij omslagen voor brochures van de Communistische Partij Holland (CPH). Nadat hij van 1933 tot 1935 in dienst was geweest bij de Nederlandse Diepdruk Inrichting te Deventer, keerde hij in 1935 terug naar Amsterdam. Hij trad er in dienst bij De Arbeiderspers. Hij werd er belast met de opmaak van het nieuwe geïllustreerde weekblad Wij, ons werk, ons leven. Hij ontwikkelde zich als een der belangrijkste vertegenwoordigers in Nederland van de Nieuwe Fotografie.

## Overstap van communisme naar NSB
Toen als onderafdeling van de BKVK (Bond van Kunstenaars ter verdediging van Kulturele Rechten) in juli 1936 de groep 'Foto en Film' werd opgericht, hield Nico de Haas een lezing over 'De beeldende waarde en de sociale functie van de fotografie'. Tevens nam hij zitting in het bestuur, samen met Cas Oorthuys en Carel Blazer. Enkele maanden later echter (in november 1936) verliet hij de linkse kunstenaarsbeweging en trad hij toe tot de redactie van Het Nationale Dagblad, het onder leiding van mr. M.M. Rost van Tonningen staande dagblad van de NSB. Hij werd hoofdredacteur van de afdeling 'Kunst en Letteren'. In 1939 publiceerde uitgeverij Nenasu van hem de novelle De regensteeg, onder zijn pseudoniem Elkar Nickel (vertaling van zijn eigen naam in Esperanto.
In de meidagen van 1940 werd hij in Haarlem geïnterneerd. Hij deed hiervan verslag in Kameraden achter prikkeldraad (1941). In juli 1940 deed hij weer zijn intrede bij De Arbeiderspers. Rost van Tonningen maakte hem hoofdredacteur van De vakbeweging, het blad van het NVV. Vanaf september 1940 legde hij zich toe op de uitgave van het tijdschrift Hamer, dat geheel aan de volkse cultuur gewijd was. Begin 1941 werd hij hoofdredacteur van het weekblad voor de Nederlandsche SS, Storm geheten, nadat hij eerst enkele dagen had meegekeken in de keuken van Das Schwarze Korps, het lijfblad van de Duitse SS.
Van 1942 tot 1944 was De Haas lid van de Nederlandsche Kultuurraad. In februari 1943 kreeg hij het te druk met de werkzaamheden voor Hamer en trad hij af als hoofdredacteur van Storm. Vrijwel onmiddellijk na de oprichting van de Nederlandsche SS, trad hij tot deze organisatie toe en op 17 mei 1942 werd hij door de Reichsführer-SS Heinrich Himmler bevorderd tot Untersturmführer. Voor zijn verdiensten bij de Nederlandsche SS was hij kort daarvoor door Himmler met de Totenkopfring onderscheiden, een blijk van waardering die slechts voor een handvol Nederlanders was weggelegd. In mei 1944 zou hij de rang van Obersturmführer verwerven. Gedichten van Nico de Haas verschenen in het letterkundige maandblad Groot Nederland, waarvoor hij ook de opmaak verzorgde.
In 1944 bundelde De Amsterdamsche Keurkamer (de uitgeverij van George Kettmann) die onder de titel Het bosch heeft ooren.... De Haas was ook verantwoordelijk voor de vormgeving van het genazificeerde munt- en papiergeld, dat De Nederlandsche Bank (toen onder leiding van Rost van Tonningen) in die jaren uitgaf. Ook de zinken gas- en elektriciteitspenningen waren door hem ontworpen.

## Na de Tweede Wereldoorlog
Aan het einde van de oorlog dook De Haas onder. Trouw meldde op 1 mei 1945 dat De Haas poogde het bericht te verspreiden dat hij bij de strijd om Groningen was gesneuveld. Na de bevrijding wist De Haas naar Duitsland te ontkomen. Hij kwam uiteindelijk in Frankrijk terecht en nam daar dienst bij het  Vreemdelingenlegioen waar hij in een foto- en filmeenheid diende. De Haas vertrok naar de toenmalige Franse kolonie Vietnam in Indo-China, waar hij drie jaar verbleef. Daarna bracht hij enkele jaren in Algerije door, waar hij een foto- en filmonderneming stichtte. Hij nam er ook de pen weer ter hand en uit hetgeen hij toen meemaakte, putte hij bij het schrijven van de novelle Tha-Kanee, die in 1960 en 1961 door Rolf Hochhuth in een bloemlezing van contemporain Duits proza werd opgenomen.
In 1958 keerde De Haas terug naar Europa. Hij vestigde zich onder de aangenomen naam 'Bernhard Berger' in de Duitse Bondsrepubliek, waar hij werkzaam was als architect; voor de Deutsche Bundespost ontwierp hij diverse postkantoren en telefooncentrales. Daarnaast bleef hij als kunstenaar muurschilderingen en plastieken vervaardigen.

## Militaire loopbaan
- SS-Untersturmführer:
- SS-Obersturmführer mei 1944

## Decoratie
- SS-Ehrenring

- Biografisch Portaal: 47857655
- Digitale Bibliotheek voor de Nederlandse Letteren: haas009
- International Standard Name Identifier: 0000 0000 4341 1177
- Library of Congress Control Number: nb2006006633
- Nederlandse Thesaurus van Auteursnamen: 072191317
- PIC: 390587
- RKD-Nederlands Instituut voor Kunstgeschiedenis: 87202
- Union List of Artist Names: 500764784
- Virtual International Authority File: 31518848
- WorldCat: E39PBJw8T3wCrjCKjrgV4wvrbd

 Portaal: Fascisme en nationaalsocialisme in Nederland · Fascisme · Nationaalsocialisme